# Top Hit Music Awards
Top Hit Music Awards — щорічна музична премія, яка вручається російським музичним порталом TopHit виконавцям найпопулярніших на радіо та в інтернеті хітів, а також авторам пісень, продюсерам та випускаючим рекорд-лейблам з Росії, України, країн Балтії та Східної Європи. В Україні нагороди вручаються із 2020 року.
Співачка Йолка охарактеризувала премію так: «Є музичні премії іміджеві, це не погано — це чудово, але всі вони так чи інакше є трохи суб'єктивними, бо там приймає рішення якась група людей. А TopHit це чиста статистика, тим вона і прекрасна. Тому що вона не підлягає жодним сумнівам, це просто статистичний зріз, це факти, проти яких не попреш. Це суто професійна премія, і отримувати її - це означає відзначати успіхи свої та успіхи своєї команди».

## Передісторія
У рамках церемонії Top Hit Music Awards, портал TopHit відзначає найкращих виконавців на радіо, YouTube та Spotify, а також найпопулярніші хіти радіоефіру та інтернету. Автори популярних хітів включаються до «Зали слави» Top Hit Hall of Fame.  Радіостанції-партнери TopHit щороку визначають голосуванням 10 номінантів.  Діючі учасники «Залу слави» таємним голосуванням обирають двох найдостойніших, які й стають новими учасниками «зіркового клубу».
Перша церемонія вручення музичних премій Top Hit Music Awards відбулася у Росії 25 квітня 2013 року. В Україні нагороди вручаються із 2020 року.

## Номінації в Україні

### Артисти
- Найкращий виконавець на радіо
- Найкращий гурт на радіо
- Найкраща виконавиця на радіо

### Хіти
- Пісня року (чоловічий вокал)
- Пісня року (жіночій вокал)
- Пісня року (змішаний вокал)
- Радіо відкриття року
- Зліт року
- Прорив року
- Радіо повернення року

### Артисти на YouTube
- Найкращий виконавець YouTube
- Найкраща виконавиця YouTube
- Найкращий гурт YouTube

### Хіти на YouTube
- Відеокліп року (чоловічий вокал) YouTube
- Відеокліп року (жіночій вокал) YouTube
- Відеокліп року (змішаний вокал) YouTube
- Зліт року YouTube

### Автор року на радіо та YouTube
- Автор року на радіо
- Автор року на YouTube

## Лауреати премії (Україна)

### 2019

#### Радіо номінації
- Найкращий виконавець на радіо — Ivan Navi (536 677 ефірів)
- Найкращий гурт на радіо — Океан Ельзи (674 558 ефірів)
- Найкраща виконавиця на радіо — Злата Огнєвіч (622 650 ефірів)

#### Хіти
- Пісня року (чоловічий вокал) — Сергій Бабкін «Де би я» (155 183 ефіри)
- Пісня року (жіночій вокал) — KAZKA «Плакала» (198 365 ефірів)
- Пісня року (змішаний вокал) — Время и Стекло «Дим» (173 339 ефірів)
- Відкриття року — MamaRika (232 269 ефірів)
- Зліт року — Sonya Kay (35-е місце, +50 позицій, 287 961 ефір)

#### Українські артисти, переможці в номінаціях YouTube Ukraine
- Найкращий виконавець YouTube Ukraine — Олег Винник (93 076 017 переглядів)
- Найкраща виконавиця YouTube Ukraine — LOBODA (83 889 190 переглядів)
- Найкращий гурт YouTube Ukraine — Время и Стекло (99 699 129 переглядів)

#### Хіти на YouTube
- Відеокліп року (чоловічий вокал) YouTube Ukraine — Макс Барських «Берега» (27 013 119 переглядів)
- Відеокліп року (жіночій вокал) YouTube Ukraine — NK  «Попа как у Ким» (17 781 217 переглядів)
- Відеокліп року (гурт) YouTube Ukraine — KAZKA «Плакала» (32 690 676 переглядів)
- Відкриття року YouTube Ukraine — DZIDZIO (53 527 481 перегляд)
- Відкриття року YouTube Ukraine — Без Обмежень (49 927 326 переглядів)
- Зліт року YouTube Ukraine — NK (74 263 283 перегляди)

#### Радіо та YouTube
- Автор року на радіо — Олексій Потапенко (967 228 ефірів)
- Автор року на YouTube Ukraine — Олексій Потапенко (70 299 868 переглядів)

#### Спеціальна нагорода
- Пісня-рекордсмен — Макс Барських «Лей, не желай» (1 303 727 переглядів)

### 2020

#### Артисти
- Найкращий виконавець на радіо — Ivan Navi (843 250 ефірів)
- Найкращий гурт на радіо — Океан Ельзи (756 626 ефірів)
- Найкраща виконавиця на радіо — Alyosha (751 677 ефірів)

#### Хіти
- Пісня року (чоловічий вокал) — Ivan Navi «Коли нема тебе» (278 046 ефірів)
- Пісня року (жіночій вокал) — Michelle Andrade «Не знаю» (264 396 ефірів)
- Пісня року (змішаний вокал) — Время и Стекло «Дим» (190 086 ефірів)
- Відкриття року — Kishe (42 позиція у топ 100)
- Зліт року — Без Обмежень (+57 позицій у топ 100)
- Прорив року — Артем Пивоваров (359 490 ефірів)
- Радіо повернення року — Vlad Darwin (285 053 ефіри)

#### YouTube
- Найкращий виконавець YouTube Ukraine — Олег Кензов (35 771 190 переглядів)
- Найкращий виконавець YouTube Ukraine — MONATIK (34 997 116 переглядів)
- Найкраща виконавиця YouTube Ukraine — NK (31 858 121 перегляд)
- Найкращий гурт YouTube Ukraine — Mozgi (12 602 975 переглядів)

#### Хіти на YouTube
- Відеокліп року (чоловічий вокал) YouTube Ukraine — Олег Кензов «По кайфу» (27 013 119 переглядів)
- Відеокліп року (жіночій вокал) YouTube Ukraine — NK  «Elefante» (15 178 543 перегляди)
- Відеокліп року (змішаний вокал) YouTube Ukraine — MONATIK & Віра Брежнєва «вечерИночка» (12 080 531 перегляд)
- Зліт року YouTube Ukraine — Артем Пивоваров (17 705 458 переглядів)

#### Радіо та YouTube
- Автор року на радіо — Олексій Потапенко (1 984 982 ефіри)
- Автор року на YouTube Ukraine — Олексій Потапенко (48 311 712 переглядів)

### 2021

#### Артисти
- Найкращий виконавець на радіо — Артем Пивоваров (739 021 ефір)
- Найкращий гурт на радіо — KAZKA (1 071 378 ефірів)
- Найкраща виконавиця на радіо — NK (718 947 ефірів)

#### Хіти
- Пісня року (чоловічий вокал) — Артем Пивоваров «Дежавю» (264 150 ефірів), «Рандеву» (264 505 ефірів)
- Пісня року (жіночій вокал) — KAZKA «М‘ята» (259 790 ефірів)
- Пісня року (змішаний вокал) — KAZKA & Alekseev «Поруч» (276 926 ефірів)
- Відкриття року — Kalush (424 949 ефірів)
- Зліт року — Юлія Думанська (476 174 ефіри)

#### Артисти на YouTube
- Найкращий виконавець YouTube Ukraine — Артем Пивоваров (56 231 033 перегляди)
- Найкраща виконавиця YouTube Ukraine — LOBODA (71 264 076 переглядів)
- Найкращий гурт YouTube Ukraine — Kalush (37 318 425 переглядів)

#### Хіти на YouTube
- Відеокліп року (чоловічий вокал) YouTube Ukraine — Артем Пивоваров «Дежавю» (30 538 434 перегляди)
- Відеокліп року (жіночій вокал) YouTube Ukraine — Dorofeeva  «Gorit» (34 968 286 переглядів)
- Відеокліп року (змішаний вокал) YouTube Ukraine — Макс Барських & Zivert «Bestseller» (14 002 178 переглядів)
- Відкриття року YouTube Ukraine — Kalush (37 318 425 переглядів)
- Зліт року YouTube Ukraine — Артем Пивоваров (56 231 033 перегляди)

## Лідери за кількістю перемог
Найкращим виконавцем став українець Макс Барських із 17 треками та 4 035 170 ефірами на радіостанціях та російськомовною піснею-рекордсменом «Лей, не жалей» з 1 303 727 ефірами, яка протрималась на першій сходинці загального чарту рекордні 16 тижнів. Алан Бадоєв став переможцем у номінації «Продюсер року» за продюсування найпопулярнійшого артиста на радіо у 2020 році[джерело?].